# Luxiol
Luxiol ist eine französische Gemeinde mit 156 Einwohnern (Stand: 1. Januar 2022) im Département Doubs in der Region Bourgogne-Franche-Comté.

## Geographie
Luxiol liegt auf 392 m, vier Kilometer nördlich von Baume-les-Dames und etwa 29 Kilometer ostnordöstlich der Stadt Besançon (Luftlinie). Das Dorf erstreckt sich in der gewellten Landschaft zwischen den Flusstälern von Doubs und Ognon, am südwestlichen Rand eines Hochplateaus, am Nordfuß des Framont.
Die Fläche des 6,44 km² großen Gemeindegebiets umfasst einen Abschnitt in den äußersten nordwestlichen Höhenzügen des Juras. Der Hauptteil des Gebietes wird von einem Plateau eingenommen, das durchschnittlich auf 380 m liegt. Es ist überwiegend von Acker- und Wiesland bestanden, zeigt aber auch einige kleinere Waldflächen. Nach Nordwesten reicht der Gemeindeboden in das Forstgebiet des Bois du Raz. Flankiert wird das Plateau auf seiner Südseite vom Höhenrücken des Framont, der es vom angrenzenden Doubstal trennt. Auf der überwiegend bewaldeten Höhe wird mit 519 m die höchste Erhebung von Luxiol erreicht. Auf dem gesamten Areal gibt es keine oberirdischen Fließgewässer, weil das Niederschlagswasser im verkarsteten Untergrund versickert.
Nachbargemeinden von Luxiol sind Verne im Norden, Autechaux im Osten, Baume-les-Dames im Süden sowie Fontenotte im Westen.

## Geschichte

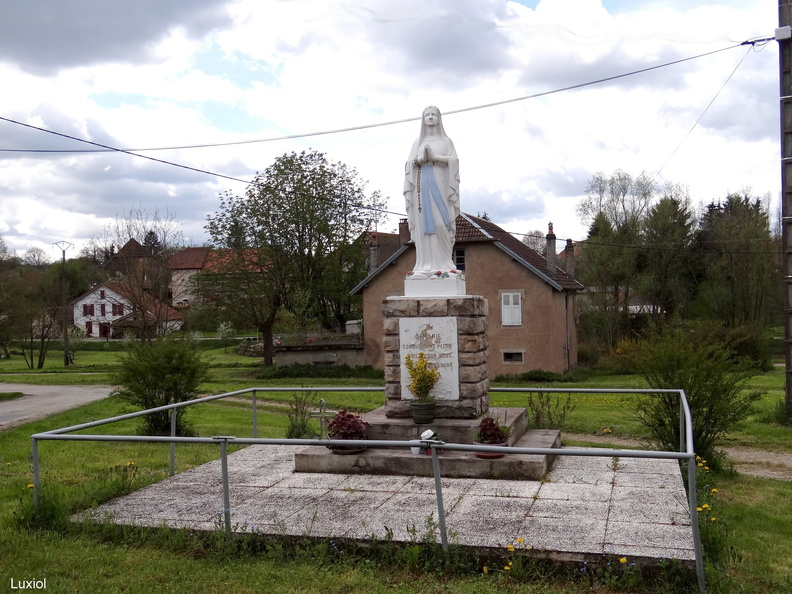
Marienstatue in Luxiol

Im Mittelalter gehörte Luxiol zum Herrschaftsgebiet von Clerval, das seit dem 14. Jahrhundert unter der Oberhoheit der Grafen von Montbéliard stand. Zusammen mit der Franche-Comté gelangte das Dorf mit dem Frieden von Nimwegen 1678 definitiv an Frankreich. Heute ist Luxiol Teil des Gemeindeverbandes Doubs Baumois.

## Bevölkerung
| Jahr                       | 1962 | 1968 | 1975 | 1982 | 1990 | 1999 | 2006 | 2016 | 2019 |
| Einwohner                  | 124  | 141  | 138  | 128  | 138  | 158  | 165  | 161  | 159  |
| Quellen: Cassini und INSEE |      |      |      |      |      |      |      |      |      |

Mit 156 Einwohnern (Stand 1. Januar 2022) gehört Luxiol zu den kleinsten Gemeinden des Départements Doubs. Nachdem die Einwohnerzahl in der ersten Hälfte des 20. Jahrhunderts deutlich abgenommen hatte (1911 wurden noch 232 Personen gezählt), wurde in den letzten Jahren wieder ein leichtes Bevölkerungswachstum verzeichnet.

## Wirtschaft und Infrastruktur
Luxiol war bis weit ins 20. Jahrhundert hinein ein vorwiegend durch die Landwirtschaft (Ackerbau, Obstbau und Viehzucht) geprägtes Dorf. Daneben gibt es heute einige Betriebe des lokalen Kleingewerbes. Mittlerweile hat sich das Dorf auch zu einer Wohngemeinde gewandelt. Viele Erwerbstätige sind deshalb Wegpendler, die in den größeren Ortschaften der Umgebung ihrer Arbeit nachgehen.
Die Ortschaft liegt abseits der größeren Durchgangsstraßen an einer Departementsstraße, die von Autechaux nach La Bretenière führt. Der nächste Anschluss an die Autoroute A36, welche das Gemeindegebiet durchquert, befindet sich in einer Entfernung von ungefähr vier Kilometern. Eine weitere Straßenverbindung besteht mit Verne.